# Rabbi Akiva

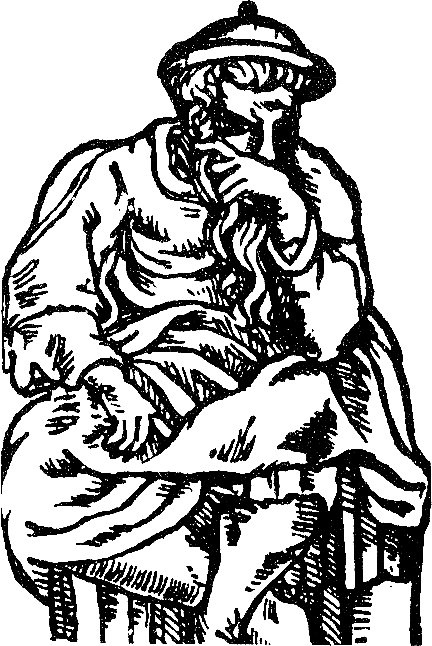
Akiba ben Yosef (16e-eeuwse illustratie)

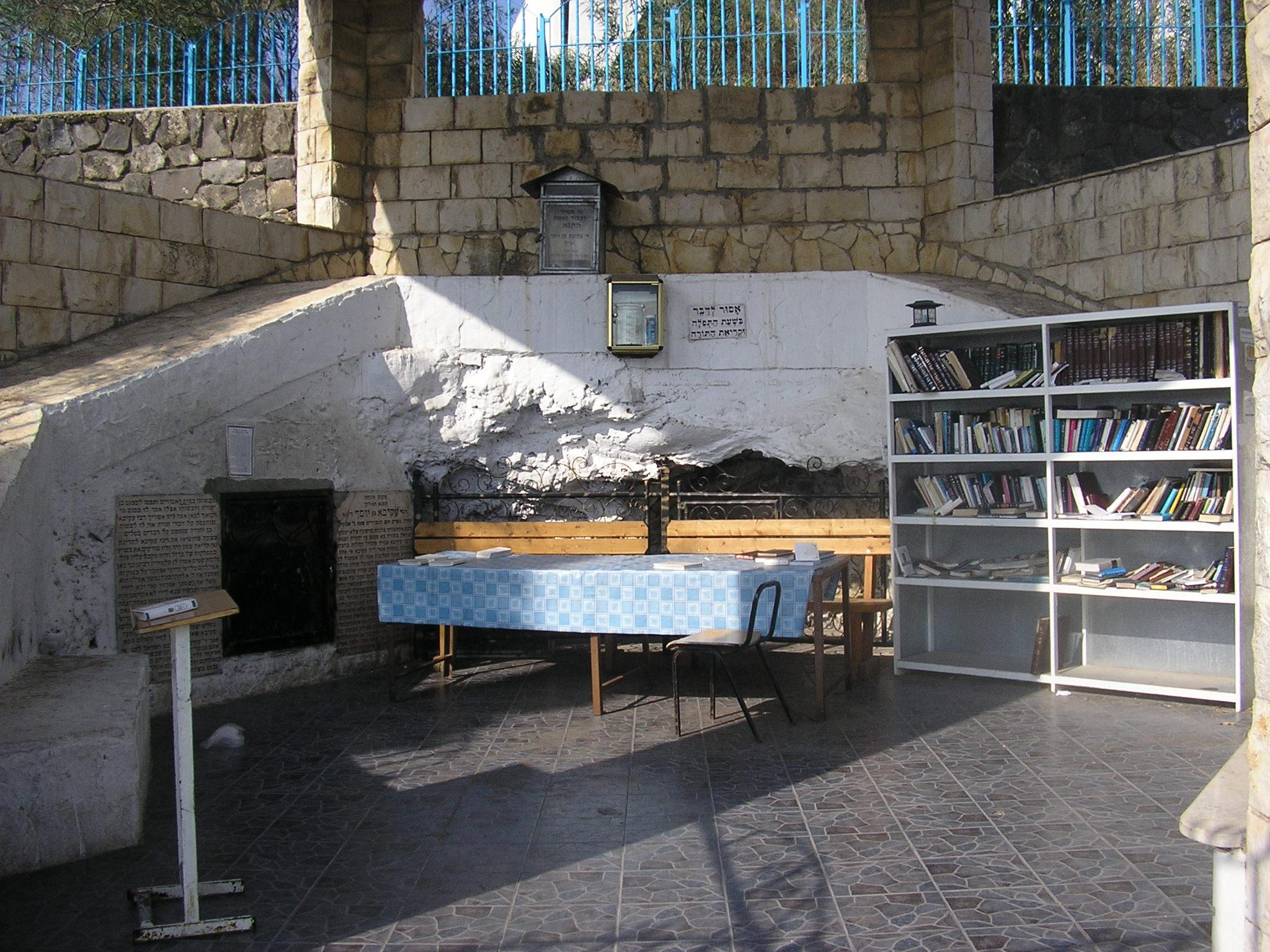
Graf van Rabbi Akiva in Tiberias

Akiba ben Yosef (Hebreeuws: רבי עקיבא בן יוסף; omstreeks AD 40 - 135), beter bekend onder de naam Rabbi Akiva (רַבִּי עֲקִיבָא), was een groot Joods geleerde en mysticus. Rabbi Akiva leverde een belangrijke bijdrage aan de Misjna en de Midrasj Halacha. Hij wordt in de Talmoed de Rosj la-Chachamiem (Hoofd van alle Geleerden) genoemd. Hij gaf spirituele steun aan Bar Kochba, in wie hij mogelijk de Messias zag.

## Leven
Geboren rond AD 40 was hij tot zijn veertigste levensjaar schaapherder. Zijn vrouw Rachel stimuleerde hem om naar school te gaan; 15 jaar later was hij de grootste geleerde van zijn tijd. Hij maakte een logische indeling van de wetten, zodat die beter van buiten konden worden geleerd. Bovendien vergrootte hij het aantal mogelijke betekenissen, doordat hij ervan overtuigd was dat elk woord, elke letter, elk leesteken van Thora en Misjna een betekenis had. Hij was een mysticus, die hartstochtelijk veel van God hield.

### In opstand
In AD 131 verbood keizer Hadrianus de besnijdenis, Joods onderwijs en het Sjema en gaf bovendien opdracht Jeruzalem te herbouwen als Aelia Capitolina, een heidense stad. De Joden kwamen in opstand onder aanvoering van Bar Kochba in wie velen, ook Rabbi Akiva, de Messias meenden te herkennen. Het kostte de Romeinen twee jaar om de opstand neer te slaan.

### Marteldood
Rabbi Akiva werd gevangengezet en doodgemarteld. Terwijl de ijzeren kammen het vlees van zijn lichaam rukten, straalde hij zo’n gelukzaligheid  uit, dat het zijn beul opviel. Hij stierf met het Sjema op zijn lippen.

## Herdenking
De periode tussen Pesach en Wekenfeest, de Omertijd, worden de 24.000 leerlingen van Akiva's school herdacht die tijdens en na de opstand zijn omgekomen.